# Lady for a Day
Lady for a Day (1933) és una tragicomèdia dirigida per Frank Capra. El guió és de Robert Riskin. Està basada en el conte curt de Damon Runyon, Madame La Gimp. Va ser la primera pel·lícula per la qual Capra va rebre un premi Oscar al millor director i la primera producció de la Columbia Pictures nominada com a Millor Pel·lícula.

## Argument
La història se centra en Apple Annie, una desgraciada anciana que ven pomes pels carrers de la ciutat de Nova York. La seva filla Louise ha estat criada en un convent a Espanya des que era una nena. A Louise li han fet creure que la seva mare és una senyora de l'alta societat anomenada Sra. E. Worthington Manville i que viu a l'hotel Marberry. Annie s'adona que la seva mentida serà descoberta quan la seva filla li avisa que va a viatjar amb vaixell cap a Nova York amb el seu promès Carlos i el pare d'aquest, el Comte Romero. Entre els clients d'Annie estan Dave the Dude, un mafiós i jugador que creu que les pomes d'Annie li porten sort, i la seva secuaç Happy McGuire. Els amics del carrer d'Annie li expliquen a Dave el problema d'Annie, i li demanen que li llogui a Annie un apartament a l'hotel Marberry. Al principi es nega, però canvia d'opinió i organitza tot perquè ella visqui en una residència palatina d'una amic seu. La núvia de Dubti, Missouri Martin, propietària d'un club nocturn, ajuda a que Annie sembli una vídua respectable. Dave fa que Henry D. Blake, jugador de billar i estafador, passi pel marit d'Annie, el Jutge Manville.
En el port, Annie es reuneix amb la seva filla Louise. Tres periodistes sospiten de la Sra. I Worthington Manville, ja que no troben cap referència d'ella en les cròniques de societat. Per a evitar problemes, són raptats per la banda de Dave. La seva desaparició fa que el periòdic local acusi al departament de policia d'incompetent. Uns dies més tard, Blake – en el paper del Jutge Manville – anuncia que està planejant celebrar una recepció de gala per a Louise, Carlos i el Comte Romero abans del seu retorn a Espanya. Recluta els nois de la banda de Dave i les noies del club de Missouri per fer-se passar per amics d'Annie de l'alta societat. La nit de la festa, la policia, segura que Dave ha tingut alguna cosa que veure amb la desaparició dels periodistes, envolta el club de Missouri, on la banda està assajant per a la recepció. Dave avisa a Blake per informar-lo del problema, i Annie decideix confessar-li-ho tot al Comte Romero. Però el destí fa que l'alcalde, el governador i els seus seguicis apareguin a la festa i permet a Annie mantenir la farsa i evitar que la seva filla Louise sàpiga la veritat.

## Repartiment
- May Robson..... Apple Annie
- Warren William..... Dave the Dude
- Guy Kibbee..... Henry G. Blake
- Glenda Farrell..... Missouri Martin
- Ned Sparks..... Happy McGuire
- Jean Parker..... Louise
- Barry Norton..... Carlos
- Walter Connolly..... Comte Romero
- Hobart Bosworth..... Governador

## Producció
El conte curt de Damon Runyon, Madame La Gimp, va ser publicat a Cosmopolitan l'octubre de 1929. Es van aconseguir els drets per a la pantalla el setembre de 1932, i l'estudi volia començar la producció pel maig, encara que el director Frank Capra tenia dubtes sobre el projecte. A Robert Riskin se li va encomanar desenvolupar la història per a la pantalla i va escriure quatre versions, presentant l'última el 6 de maig de 1933, tres dies abans que comencés la filmació.
A principis dels anys 50, el negatiu original es va perdre quan es transportava d'una laboratori a un altre. Durant un temps, l'única còpia existent era una de 35 mil·límetres que pertanyia a Capra, fins que va fer un duplicat i la van donar a la Biblioteca del Congrés. Columbia va vendre els drets de la història a United Artists per 200.000 dòlars, i el 1961 Capra va fer una nova versió, Un gàngster per a un miracle, amb Bette Davis i Glenn Ford.

## Premis i nominacions
Lady for a Day va ser nominada per l'Acadèmia com a Millor Pel·lícula però va guanyar Cavalcade. May Robson va ser nominada com a Millor Actriu tot i que el premi el va guanyar Katharine Hepburn per Morning Glory, i Robert Riskin també va estar nominat com a Millor Guió Adaptat però van guanyar Sarah I. Mason i Victor Heerman per Little Women.Will Rogers lliurava el premi de l'Acadèmia a la Millor Pel·lícula, i quan va obrir el sobre simplement va dir: “Puja aquí i recull el premi, Frank” Capra que es creia guanyador, va córrer al podium i va recollir el seu Oscar, fins que es va adonar que Rogers es referia a Frank Lloyd, que va guanyar per Cavalcade.